# Paul Bergue
Paul Bergue ou Pau Berga (en catalan), né à Pézilla-la-Rivière (Pyrénées-Orientales) le 19 novembre 1866 et mort le 24 mai 1948 à Royan, est un poète et philologue français d'expression catalane et française.

## Biographie
Après des études d'ingénieur à Paris, il commence à publier des poèmes dans la revue barcelonaise La Ilustració Catalana en 1890. Il passe la plus grande partie de sa vie à Hanoï comme conducteur principal faisant fonctions d'ingénieur des Travaux publics. En Indochine, il écrit de nombreux articles sur la langue catalane, l'orthographe, les poètes du Roussillon. Il est l'auteur d'un livre de poésie La Mare-Terra en 1913 et d'un recueil de poèmes et contes catalans Contes i monológues catalás. Membre de la Société d'Etudes Catalanes en 1908, il revient dans sa ville natale en 1926 et est élu Mainteneur à l'Acadèmia dels Jocs Florals de la Ginesta d'Or de Perpignan en 1928. 

## Œuvres
- « Études critiques sur les chansons catalanes », Ruscino, no 3,‎ 1912, p. 237-254.

- « Les voyelles o et u en catalan », Ruscino,‎ 1912, p. 549-571.

- (ca) La Mare-Terra, Perpinyà, Imprempta catalana d'en J. Comet, 1913, 190 p. (lire en ligne).

- Ecole des travaux publics. Notions techniques. I. Routes et Ponts. Professeur : M. Paul Bergue, ingénieur principal, directeur de l'École des travaux publics., Hanoï, Impr. Ngo-Tu-Ha, 101, rue du Chanvre, 1925, 75 p..

- (ca) Contes i monológues catalás. Primera serie. El pallago ; El cafe ; Tot per l'abricot ; Ric-ric ; A Sant Galdric, Perpignan, Imprimerie de l'Indépendant, 1932, 23 p..

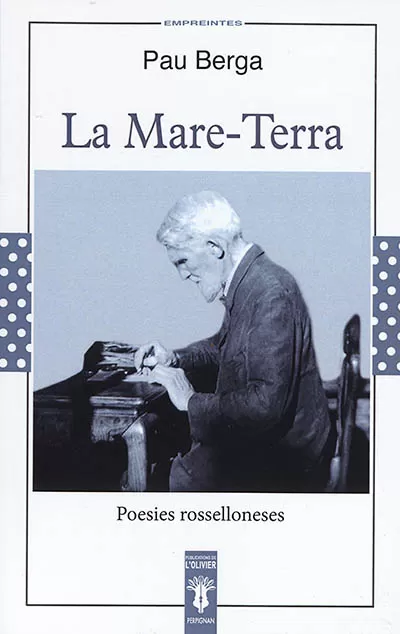